# Herrschaft Graslitz
Die Herrschaft Graslitz (tschechisch Kraslice) war eine Herrschaft im Elbogener Kreis in Böhmen. Mit der Bildung der Gerichtsbezirke 1848/49 erfolgte die Aufhebung der Erbuntertänigkeit und Patrimonialgerichtsbarkeit.

## Lage
Die Herrschaft Graslitz lag an der Nordwestseite des Elbogener Kreises. Sie grenzte nordwestlich an den zum Kurfürstentum bzw. späteren Königreich Sachsen gehörenden Vogtländischen und Erzgebirgischen Kreis, südlich und südwestlich an die Herrschaft Hartenberg und westlich an das Gut Schönbach.

## Geschichte
Das im Mittelalter noch unbesiedelte Waldgebiet war bis zum Jahr 1575 böhmisches Kronlehen. 1272 belehnte König Ottokar II. Heinrich von Plauen mit dem Schloss auf dem Hausberge und mit Gräslas unter dem neuen Hause mit allen auf dem Grünberge befindlichen Kupferbergwerken. Vermutlich blieb Graslitz in Besitz der Herren von Plauen bis zum Jahr 1370. In diesem Jahr erhielt sie von Kaiser Karl IV. die Elbogener Stadtrechte.
1401 belehnte König Wenzel IV. die Brüder Heinrich und Konrad von Rautenbach damit. Der Erbe Nikolaus von Rautenbach trat das Lehen kaufsweise an Neidhard Tessen ab. Kaiser Sigismund bestätigte 1437 die Privelgien der Stadt. Um diese Zeit kam die Herrschaft pfandweise an Kaspar Schlick. Auf ihn folgte Heinrich von Plauen, Burggraf von Meißen und 1466 Hans Bezold und Konrad Metsch. Später fiel das Lehen an die Krone zurück. 1541 erhielt Graslitz den Titel einer „Freien Bergstadt“. 1575 verlieh Kaiser Maximilian den Besitz Georg von Schönburg. 1585 war der Besitzer August von Schönburg, welches als Grundherr einen Bergfrieden für Graslitz anordnete. Bis 1666 verblieb die Herrschaft im Besitz der Familie.
Im Jahre 1666 ging der Besitz an den Grafen Hans Hartwig von Nostitz-Rieneck über. Er war zudem Besitzer der Herrschaften Falkenau, Litmitz und Heinrichsgrün. 1675/1676 erfolgte in Silberbach bei Graslitz die Inbetriebnahme des ersten Messingwerks Böhmens. Ab 1671 wurde im Zuge der Gegenreformation die fast durchweg evangelische Bevölkerung vor die Wahl gestellt, entweder katholisch zu werden, oder außer Landes zu gehen. Darauf verließen zwischen 1671 und 1676 zwei Drittel der Bewohner, etwa 2000 Menschen, das Gebiet. Anton Johann Graf von Nostitz verkaufte 1723 die Herrschaft an Karl Reinhard Joseph von Schmiedlin. 1729 übernahm Nostitz die Herrschaft wieder. In der zweiten Hälfte des 18. Jahrhunderts kam der Bergbau mehr und mehr zum Erliegen, worauf in der Wirtschaft ein Strukturwandel einsetzte.
1832 umfasste das Gebiet eine Stadt und zehn Dörfer mit 1344 Wohngebäuden und 9838 Einwohnern, die größtenteils in der Kottonweberei, Spitzenklöppelerei, Fuhrwerk und Getreidehandel tätig waren. 1848/49 wurden die Patrimonialherrschaften aufgehoben, die Grundherren waren somit nur noch Grundbesitzer.

## Zugehörige Orte
- Graslitz (Kraslice)
- Schönau (Sněžná)
- Ruhstadt (Zátiší)
- Schönwerth (Krásná)
- Markhausen (Hraničná)
- Grünberg (Zelená Hora)
- Schwaderbach (Bublava)
- Eibenberg (Tisová u Kraslic)
- Silberbach (Stříbrná)
- Glashütte (Sklárna)
- Glasberg (Sklená)
- Pechbach (Smolná)